# Stor-Vikar
Stor-Vikar är en sjö i Östhammars kommun i Uppland och ingår i Olandsån-Skeboåns kustområde. Sjön är 2,8 meter djup, har en yta på 0,0667 kvadratkilometer och befinner sig 2,1 meter över havet. Vid provfiske har bland annat abborre, gädda, mört och ruda fångats i sjön.

## Delavrinningsområde
Stor-Vikar ingår i det delavrinningsområde (668296-165054) som SMHI kallar för Rinner mot Raggaröfjärden. Medelhöjden är 8 meter över havet och ytan är 23,24 kvadratkilometer. Det finns inga avrinningsområden uppströms utan avrinningsområdet är högsta punkten. Avrinningsområdets utflöde mynnar i havet, utan att ha någon enskild mynningsplats. Avrinningsområdet består mestadels av skog (61 procent), öppen mark (10 procent) och jordbruk (26 procent). Avrinningsområdet har 0,07 kvadratkilometer vattenytor vilket ger det en sjöprocent på 0,3 procent.

## Fisk
Vid provfiske har följande fisk fångats i sjön:
- Abborre
- Gädda
- Mört
- Ruda
- Sutare